# 로보텍스
《로보텍스》(Robotex)는 아빠셋에서 제작하고 KBS 2TV에서 방송했던 메카 어드벤처 애니메이션이다.

## 개발
로보텍스는 2013년 12월 10일 뉴스 기사에서 처음 공개되었다. 주 타겟 연령층은 6세에서 12세 사이이며, “어린이들이 좋아하는 팽이가 로봇으로 변신한다면 어떨까”하는 발상을 현실로 옮긴 것이다. 제작비는 약 33억 9000만 원이다. 개발 도중 선점 문제로 인해 이름이 ‘트롭스(Tropps)’로 바뀌었었다. 하지만 이후 다시 로보텍스로 변경되었다.

## 줄거리
지구보다 월등한 기술력을 지닌 외계 금속 생명체 “로보텍스”는 알 수 없는 이유로 인해 창의성을 제한 받고 있었다. 이에 의문을 품은 카이, 이오타, 타프 일행은 창의성을 제한하는 “메인프레임”으로부터의 탈출을 시도한다. 볼칸이 지휘하는 로보텍스 제1군단은 카이 일행을 생포하기 위해 추적해 오고 그 과정에서 카이 일행은 사고로 지구에 불시착한다.
한편, 로봇에 집착하는 아버지를 따라 억지로 새 마을로 이사 오게 된 지구인 아이 최유석은 잠시 바람을 쐬기 위해 밖에 나왔다가 지구를 탐사하던 카이와 마주한다. 이어 카이는 일행을 쫓아온 “미니언”의 공격을 받고, 유석이 그 싸움에 휘말릴 위기에 처한다. 유석을 지켜 주기로 결정한 카이는 자신의 신체 내부에 유석을 이동시키고 미니언과의 전투를 수행한다. 이때 유석은 카이의 몸속에서 카이에게 조언을 해 카이의 숨은 힘을 일깨우는데 일조한다. 유석의 도움으로 미니언들을 물리치는 데 성공한 카이는 유석을 “아미고”로 인정하고 유석은 이때부터 아미고로서 카이 일행을 돕게 된다.

## 방영
원래는 2014년 10월 방영 예정이었지만, 이후 약 1년 후인 2015년 7월로 미뤄졌다. 2015년 5월 5일 어린이날, 1편~8편에서 일부 장면을 편집해 ‘어린이날 특선 애니메이션 로보텍스’라는 이름으로 KBS1에서 방영하였다. 시청률은 1.3%였다. 6월 12일(금) KBS2에서 재방영했으며 시청률은 0.4%였다. 이 프로그램이 방영된 당시에는 애니메이션 중반부를 아직 더빙하는 중이었다.
2015년 8월 21일 첫 방영이 시작되었다. 언론에는 총 26화로 알려져 있지만, 공식 홈페이지에는 52화로 기재되어 있다. 1기와 2기로 나눠 방영될 예정이긴한데, 아직 2기는 미정이다.

## 등장인물

### 주요 인물
- 최유석
- 김미나
- 서준
- 최재용 박사 - 유석 아버지
- 카이 - 유석의 로보텍스
- 타프 - 준의 로보텍스
- 이요타 - 미나의 로보텍스
- 오미크론 - 서브 로보텍스
- 프랑켄 박사 - 최재용 박사의 악당 라이벌
- 메데이아 - 설득 타입의 프랑켄 박사 조수
- 바르바스 - 파워 타입의 프랑켄 박사 조수

### 기타 인물
- 글로리아 - 유석 어머니
- 김복만 - 미나 아버지
- 서준 할아버지
- 오우탄, 동수, 경희 - 학교 내 불량 친구들

### 메인 프레임 1 군단
- 볼칸 - 군단장 로보텍스
- 사이클로 - 제 1 대대장 로보텍스
- 아나키 - 제 2 대대장 로보텍스
- 펜덜럼 - 쌍둥이 제 3 대대장 로보텍스
- 램 - 사이클로의 외계인 아미고
- 던칸 - 아나키의 외계인 아미고
- 마르시아 - 펜덜럼의 지구인 아미고

## 성우
- 최유석/마르시아 -양정화
- 서준/아나키/최재용 박사 - 남도형
- 김미나/메데이아 - 우정신
- 타프/오우탄 - 소정환
- 카이/렘/김복만 - 장민혁
- 이요타/동수 - 정혜옥
- 사이클로 - 안장혁
- 프랑켄 박사/볼칸 - 엄상현
- 바르바스/오미크론/서준 할아버지 - 사성웅
- 경희/기함 컴퓨터/펜덜럼 - 전숙경

## 방영 목록

### 1기
아래는 로보텍스의 방영 목록이다.
| 번호 | 제목                        | 방송 일자        | 시청률 |
| ---- | --------------------------- | ---------------- | ------ |
| 01   | "금속 생명체와의 만남 (1)"  | 2015년 8월 21일  | 0.5%   |
| 02   | "금속 생명체와의 만남 (2)"  | 2015년 8월 28일  | 0.5%   |
| 03   | "사이클로의 습격"           | 2015년 9월 4일   | 0.7%   |
| 04   | "의문의 지하 유적"          | 2015년 9월 11일  | 0.9%   |
| 05   | "타프의 결심"               | 2015년 9월 18일  | 0.5%   |
| 06   | "진정한 용기"               | 2015년 10월 2일  | 0.5%   |
| 07   | "제 2대대장 아나키"         | 2015년 10월 16일 | 0.7%   |
| 08   | "나와라 타프 해머"          | 2015년 10월 23일 | 0.5%   |
| 09   | "공격은 최선의 방어"        | 2015년 10월 30일 | 0.9%   |
| 10   | "마스터 램"                 | 2015년 11월 6일  | 1.1%   |
| 11   | "뻐꾸기 작전"               | 2015년 11월 13일 | 0.6%   |
| 12   | "사이클로 대폭주"           | 2015년 11월 27일 | 0.9%   |
| 13   | "금단의 기체 오미크론"      | 2015년 12월 4일  | 0.5%   |
| 14   | "크레이터 대결투"           | 2015년 12월 11일 | 0.6%   |
| 15   | "제3대대장 펜덜럼"          | 2015년 12월 18일 | 0.6%   |
| 16   | "달기지 공방전"             | 2016년 1월 8일   | 0.5%   |
| 17   | "운명의 경기. 시작되다"     | 2016년 1월 15일  | 0.5%   |
| 18   | "제 2경기 타프vs아나키"     | 2016년 1월 22일  | 0.5%   |
| 19   | "제 3경기 이오타 vs 펜덜럼" | 2016년 1월 29일  | 0.4%   |
| 20   | "계속되는 위기"             | 2016년 2월 5일   | 0.6%   |
| 21   | "승리보다 소중한 것"        | 2016년 2월 12일  | 0.4%   |
| 22   | "모습은 같아도 생각은 달라" | 2016년 2월 18일  | 0.4%   |
| 23   | "볼칸의 등장"               | 2016년 2월 25일  | 0.4%   |
| 24   | "볼칸, 분노의 퀘이사"       | 2016년 3월 3일   | 0.3%   |
| 25   | "끝나지 않은 위협"          | 2016년 3월 10일  | 0.3%   |
| 26   | "지구의 평화를 위하여"      | 2016년 3월 17일  | 0.2%   |

### 내용주
1. ↑  이는 그리스어로 ‘회전하는 인형’이라는 뜻을 가진 조어 ‘Troppedio’의 약자이다.

### 참조주
1. 1 2  이민종 (2013년 12월 10일). “개발기간 수년… ‘애니메이션 보릿보개’ 넘겨주는 버팀목”. 문화일보. 2015년 5월 31일에 확인함.
2. ↑  이우혁 (2014년 6월 7일). “6월 7일 현재 근황입니다.”. 이우혁 공식 홈페이지. 2016년 2월 2일에 원본 문서에서 보존된 문서. 2015년 5월 31일에 확인함.
3. ↑  이우혁 (2014년 6월 18일). “6월 18일 현재 근황입니다.”. 이우혁 공식 홈페이지. 2015년 2월 15일에 원본 문서에서 보존된 문서. 2015년 5월 31일에 확인함.
4. ↑  김재윤 (2015년 5월 1일). “KBS Kids, 어린이날 맞아 ‘로보텍스’ 스페셜 방송”. SBS 연예스포츠. 2015년 5월 31일에 확인함.
5. ↑  “어린이날 특선 애니메이션 로보텍스”. KBS. 2015년 5월 31일에 확인함.[깨진 링크(과거 내용 찾기)]
6. ↑  “어린이날 특선 애니메이션 로보텍스”. KBS. 2015년 8월 29일에 확인함.[깨진 링크(과거 내용 찾기)]
7. ↑  이우혁 (2014년 6월 18일). “최근 근황”. 이우혁 공식 홈페이지. 2015년 9월 24일에 원본 문서에서 보존된 문서. 2015년 5월 31일에 확인함.
8. ↑  이우혁 (2015년 8월 8일). “로보텍스 정식 방영 일정”. 이우혁 공식 홈페이지. 2015년 9월 12일에 원본 문서에서 보존된 문서. 2015년 8월 8일에 확인함.
9. ↑  이윤재 (2014년 9월 4일). “우리인베스트, '로보텍스' 해외시장 진출 기대↑”. 더벨. 2015년 5월 31일에 확인함.
10. ↑  “로보텍스”. 아빠셋. 2015년 7월 14일에 원본 문서에서 보존된 문서. 2015년 5월 31일에 확인함.
11. ↑  “작가가 말하고 싶었던 이야기”. 《KBS: 로보텍스》. 2015년 8월 28일. 2015년 8월 29일에 확인함.
12. ↑  “로보텍스”. 《KBS》. 2016년 1월 30일에 확인함.[깨진 링크(과거 내용 찾기)]